# Lew, czarownica i stara szafa (film animowany)
Lew, czarownica i stara szafa – amerykański film animowany z 1979 roku, zrealizowany według powieści Lew, czarownica i stara szafa C.S. Lewisa i jest to druga (po miniserialu z 1967) jej animowana adaptacja. 

## Oryginalna Obsada
- Rachel Warren – Lucy (głos)
- Liz Proud – Pani Beaver (głos)
- Victor Spinetti – Pan Tumnus (głos)
- Stephen Thorne – Aslan (głos)
- Dick Vosburgh – Profesor (głos)
- Simon Adams – Edmund (głos)
- Don Parker – Pan Beaver (głos)
- Reg Williams – Peter (głos)
- Beth Porter – Czarownica (głos)
- Susan Sokol – Susan (głos)

## Wersja Polska
Opracowanie i udźwiękowienie wersji polskiej: FUNDACJA „LUX VERITATIS” we WROCŁAWIU
Tekst: Katarzyna Kukurowska-Przybyłek
W wersji polskiej udział wzięli:
- Anna Dudziak
- Gabriela Jaskuła
- Krzysztof Grębski – Aslan
- Radosław Kasiukiewicz

Lektor: Radosław Kasiukiewicz